# Treepeople
Treepeople é uma banda de rock alternativo de Boise, em Idaho, mas gastou a maior parte do tempo e foi oficialmente formada em Seattle, Washington. A banda é composta por Pat Brown, Wayne Rhino Flower, Doug Martsch e Scott Schmaljohn. Alguns dos integrantes eram ex-integrantes da banda punk State of Confusion. A banda ganhou notoriedade e sucesso local no fim dos anos 80 e no começo dos anos 90, mas depois de perder integrantes para complicações com as famílias e projetos paralelos, particularmente Martsch e Schmaljohn com o The Halo Benders e, posteriormente, Martsch com o Built to Spill, a banda se separou em 1994, que havia lançado três álbuns e uma quantidade considerável de singles. Scott Schmaljohn mais tarde tocaria no Stuntman, no The Hand, e no The Treatment. Schmaljohn também participou do álbum do Built to Spill de 2009, chamado There is No Enemy, tocando na música "Pat", em um tributo a Pat Brown.

## Integrantes
- Doug Martsch - vocais, guitarra
- Scott Schmaljohn - vocais, guitarra
- Pat Brown - baixo
- Wayne Rhino Flower - bateria

## Discografia

### Demos
- No Mouth Pipetting (1988, lançado pela própria banda)

### Álbuns de estúdio
- Guilt Regret Embarrassment (1989, Toxic Shock Records)
- Something Vicious for Tomorrow (1992, C/Z Records)
- Just Kidding (1993, C/Z Records)
- Actual Re-Enactment (1994, C/Z Records)[3]

### Singles/EP's
- ImportantThings 7" (1988, Silence Records)
- Time Whore EP (1990, Silence Records)
- Makin' The D 7" (1990, Battery Records)
- Mistake 7" (1991, Sonic Bubblegum Records)
- split w/ House Of Large Sizes 7" (1991, Toxic Shock Records)
- Outside In 7" (1992, C/Z Records)
- Hide And Find Out 7" (1993, Soil Records, UK)
- split w/ Archers Of Loaf 2x7" (1994, Sonic Bubblegum Records)

### Participações em coletâneas
- Hard to Believe: Kiss Covers Compilation (Versão 2, 1993, C/Z Records)
- Our Band Could Be Your Life: A tribute to D Boon and the Minutemen (1994, Little Brother Records)